# Stazione meteorologica di Osimo
La stazione meteorologica di Osimo è la stazione meteorologica di riferimento relativa alla località di Osimo.

## Coordinate geografiche
La stazione meteo si trova nell'Italia centrale, nelle Marche, in provincia di Ancona, nel comune di Osimo, a 156 metri s.l.m. e alle coordinate geografiche 43°29′N 13°28′E.

## Dati climatologici
In base alla media trentennale di riferimento 1961-1990, la temperatura media del mese più freddo, gennaio, si attesta a +5,5 °C; quella dei mesi più caldi, luglio e agosto, è di +22,5 °C.
Le precipitazioni medie annue si aggirano tra i 650 e i 700 mm, distribuite mediamente in 86 giorni, e presentano minimi relativi in  inverno, primavera e ad inizio estate e moderati picchi in estate inoltrata ed autunno .
| Osimo                 | Mesi   | Mesi   | Mesi   | Mesi  | Mesi  | Mesi   | Mesi   | Mesi   | Mesi   | Mesi   | Mesi  | Mesi   | Stagioni | Stagioni | Stagioni | Stagioni | Anno |
| Osimo                 | Gen    | Feb    | Mar    | Apr   | Mag   | Giu    | Lug    | Ago    | Set    | Ott    | Nov   | Dic    | Inv      | Pri      | Est      | Aut      | Anno |
| --------------------- | ------ | ------ | ------ | ----- | ----- | ------ | ------ | ------ | ------ | ------ | ----- | ------ | -------- | -------- | -------- | -------- | ---- |
| T. max. media (°C)    | 9,2    | 11,2   | 14,1   | 17,2  | 21,9  | 26,1   | 28,9   | 28,5   | 25,0   | 20,0   | 14,6  | 10,0   | 10,1     | 17,7     | 27,8     | 19,9     | 18,9 |
| T. min. media (°C)    | 1,9    | 3,0    | 4,0    | 6,2   | 10,1  | 13,9   | 16,2   | 16,6   | 13,8   | 9,8    | 5,7   | 2,5    | 2,5      | 6,8      | 15,6     | 9,8      | 8,6  |
| Precipitazioni (mm)   | 48     | 47     | 42     | 51    | 54    | 39     | 48     | 95     | 59     | 54     | 78    | 53     | 148      | 147      | 182      | 191      | 668  |
| Giorni di pioggia     | 8      | 7      | 7      | 7     | 8     | 6      | 5      | 8      | 6      | 7      | 9     | 8      | 23       | 22       | 19       | 22       | 86   |
| Vento (direzione-m/s) | NW 4,3 | NW 4,0 | NW 4,2 | W 4,5 | N 4,8 | NW 4,8 | NW 4,7 | NW 4,3 | NW 4,1 | NW 4,4 | N 4,4 | NW 4,5 | 4,3      | 4,5      | 4,6      | 4,3      | 4,4  |